# Linia kolejowa Kołodziszcze – Osiejówka
Linia kolejowa Kołodziszcze – Osiejówka – linia kolejowa na Białorusi łącząca stację Kołodziszcze z posterunkiem odgałęźnym Osiejówka. Stanowi część południowej obwodnicy kolejowej Mińska.
Znajduje się w Mińsku i w obwodzie mińskim. Linia na całej długości jest zelektryfikowana i jednotorowa.

## Historia
Linia powstała w czasach sowieckich. Od 1991 położona jest na Białorusi.